# Jaromar II de Rügen
Jaromar II de Rügen (en allemand Jaromar II., en danois Jaromar 2. af Rügen, en polonais Jaromar II) est né vers 1218 et est décédé le 20 août 1260. Il est prince de Rügen.

## Biographie
Le nom de Jaromar est mentionné pour la première fois dans un document daté du 8 novembre 1231. À partir du 28 septembre 1246, il exerce la régence au nom de son père Wislaw Ier de Rügen. 
Au début de sa régence, Jaromar s’efforce d’établir de bonnes relations avec les princes de Gützkow, vassaux des ducs Barnim Ier le Bon et Warcisław III de Poméranie. Il encourage le commerce maritime. En 1249, à la suite de la destruction de la ville de Stralsund par des troupes à la solde de Lübeck, une guerre navale de quatre ans oppose Rügen à Lübeck. Tous les privilèges qui avaient été accordés à la ville de Lübeck sont supprimés jusqu’à ce que la ville paie un dédommagement à Rügen.
Jaromar II donne de nouvelles terres aux abbayes cisterciennes de Bergen, de Neuenkamp (aujourd’hui Franzburg) et de la rivière Hilda (aujourd’hui abbaye Eldena, près de Greifswald). À cette dernière abbaye, il donne la péninsule de Mönchgut. Il encourage l’installation d’ordres monastiques à Stralsund : les Dominicains fondent le monastère Sainte Catherine (Katharinenkloster) en 1251 et les Franciscains fondent le monastère Saint Jean (Johanniskloster) en 1254. Jaromar accorde le droit de Lübeck à Barth (1255) et à Damgarten (1258).

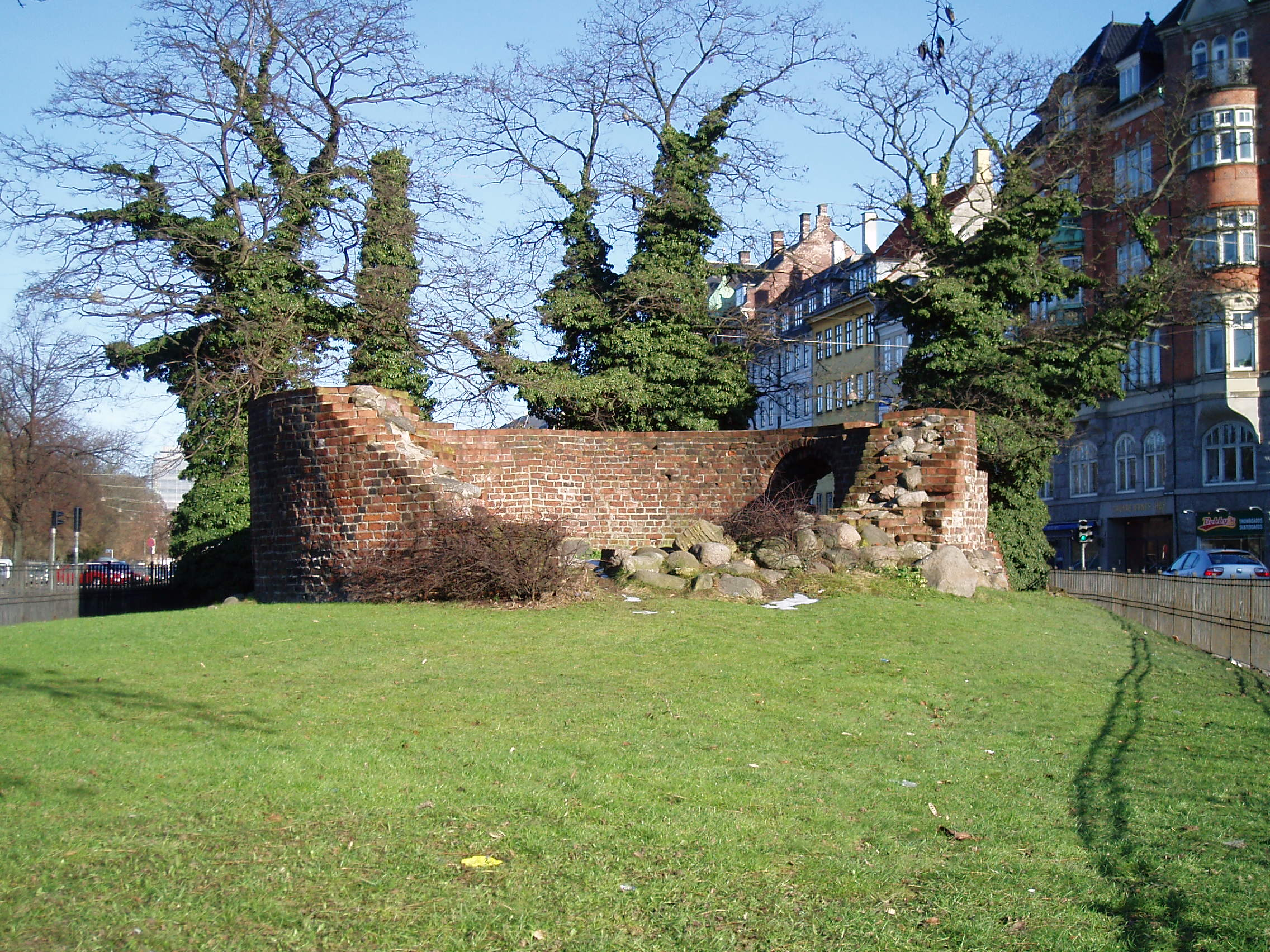
La tour Jaromar à Copenhague.

Lors du conflit opposant l’archevêque de Lund Jakob Erlandsen et l’évêque de Roskilde Peder Bang au roi Christophe Ier de Danemark, Jaromar soutient fanatiquement l’Église. Accompagné par Peder Bang qui avait dû s’exiler à Schaprode (sur l’île de Rügen), Jaromar et son armée débarquent en avril 1259 sur Seeland, la plus grande île du Danemark. Jaromar pille Copenhague en mai 1259. Après la mort du roi Christophe Ier, sa veuve Marguerite Sambiria assure la régence et met sur pied une armée composée de paysans venus de Seeland. Cette armée est défaite par Jaromar près de Næstved. Après avoir dévasté Seeland, Jaromar et ses hommes ravagent la Scanie et l'île de Lolland. Sur l’île de Bornholm, ils détruisent le château fort royal de Lilleborg. Sur Bornholm ou en Scanie, Jaromar est poignardé par une femme en 1260. Son lieu d’inhumation est inconnu. 
Aujourd’hui, la toponymie fait encore référence à cette campagne militaire de Jaromar II. Ainsi, à Copenhague, on trouve la place de Jaromar (Jarmers Plads) et la tour Jaromar (Jarmers Tårn).

## Famille et descendance
Jaromar II a épousé en 1248 Euphémie de Poméranie, la fille de Świętopełk II de Poméranie, qui lui a donné trois enfants :
- Marguerite (° vers 1247, † 1272), épouse d'Eric Ier de Schleswig ;
- Wislaw (° vers 1240, † 1302) ;
- Jaromar (° avant 1249, † avant 1285), règne avec Wislaw II.

## Sources
- (de) Cet article est partiellement ou en totalité issu de l’article de Wikipédia en allemand intitulé « Jaromar II. » (voir la liste des auteurs).